# Estatuto de Autonomia de Castela e Leão de 1983

brasão de Castela e Leão

O Estatuto de Autonomia de Castela e Leão é a norma institucional básica da comunidade autônoma de Castela e Leão, na Espanha.
A Lei Orgânica 4/1983 de 25 de fevereiro do estatuto foi aprovada pelas Cortes Gerais em 25 de fevereiro de 1983.

## Contexto histórico
Apelando à identidade histórica dos antigos reinos de Leão e de Castela, e fiel a esta história, Castela e Leão instituíram com seu estatuto o órgão máximo representativo, e institucionalizou a justa como órgão do governo e administração. O estatuto também dotou à Castela e Leão um órgão de justiça próprio, o Tribunal Superior de Justiça de Castela e Leão.